# Егідіюс Мєйлунас
Егідіюс Мєйлунас (лит. Egidijus Meilūnas нар. 14 лютого 1964; Вільнюс) — литовський державний службовець і дипломат. У 2010—2012 роках був заступником міністра закордонних справ Литви. Посол Литви в Польщі з 2004 по 2010 рік. Посол Литви в Японії з 2012 по 2017 рік (а також в Австралії, Новій Зеландії, Індонезії, Сінгапурі, Малайзії і на Філіппінах). Посол Литви в Ірландії з 2017 по 2020 рік. Віцеміністр закордонних справ Литви з травня 2020 року.

## Біографія
Народився 14 лютого 1964 року в Вільнюсі. У 1989 році закінчив медичний факультет Вільнюського університету. Захистив диплом за спеціальністю «лікар-педіатр». У 2001 році закінчив юридичний факультет того ж університету зі ступенем магістра.
До 1990 року працював науковим співробітником на кафедрі хірургії Вільнюського університету. В 1991–1992 роках був заступником керівника прес-служби уряду Литви. У 1992–1995 роках праював в посольстві Литви в Польщі, обіймаючи посади аташе, другого секретаря, радника. У 1995–1998 роках працював заступником директора Департаменту країн Центральної Європи Міністерства закордонних справ Литви.
З 1998 по 2002 рік був радником з національної безпеки і заступником з питань зовнішньої політики, а з 2002 року радником із зовнішньої політики при президенті Литви Валдасі Адамкусі. У цей період він також був виконавчим секретарем Координаційної ради із зовнішньої політики при президенті Литви, а також співголовою Консультативного комітету президентів Польщі і Литви. У 2003—2004 роках працював генеральним інспектором в Міністерстві закордонних справ Литви.
З 19 липня 2004 по 13 вересня 2010 року був послом Литви в Польщі. З вересня 2010 по жовтень 2012 року працював заступником міністра закордонних справ Литви, відповідав за політику ЄС, відносини з європейськими країнами, економічну дипломатію і економічну безпеку.
З жовтня 2012 по серпень 2017 року був послом Литви в Японії. Також виконував обов'язки посла Литви з 2013 року в Австралії та на Філіппінах, з 2014 року в Новій Зеландії, з 2015 року в Сінгапурі, з 2016 року в Індонезії та Малайзії. З 24 серпня 2017 року по 11 листопада 2020 був послом Литви в Ірландії.
У грудні 2020 року обійняв посаду віцеміністра закордонних справ Литви.

## Нагороди
- орден «За заслуги» III ступеня (5 листопада 1998) — за вагомий особистий внесок у розвиток українсько-литовського співробітництва[6];
- Командорський хрест ордена «За заслуги перед Литвою» (2003)[7].

## Особисте життя
Одружений. Має двох дітей. Крім литовської мови, вільно володіє російською, англійською та польською мовами.